# Saint-Aubin-du-Cormier
Saint-Aubin-du-Cormier is een gemeente in het Franse departement Ille-et-Vilaine (regio Bretagne). De plaats maakt deel uit van het arrondissement Fougères-Vitré. Saint-Aubin-du-Cormier telde op 1 januari 2022 4.145 inwoners.

## Geografie
De oppervlakte van Saint-Aubin-du-Cormier bedroeg op 1 januari 2022 27,41 vierkante kilometer; de bevolkingsdichtheid was toen 151,2 inwoners per km².

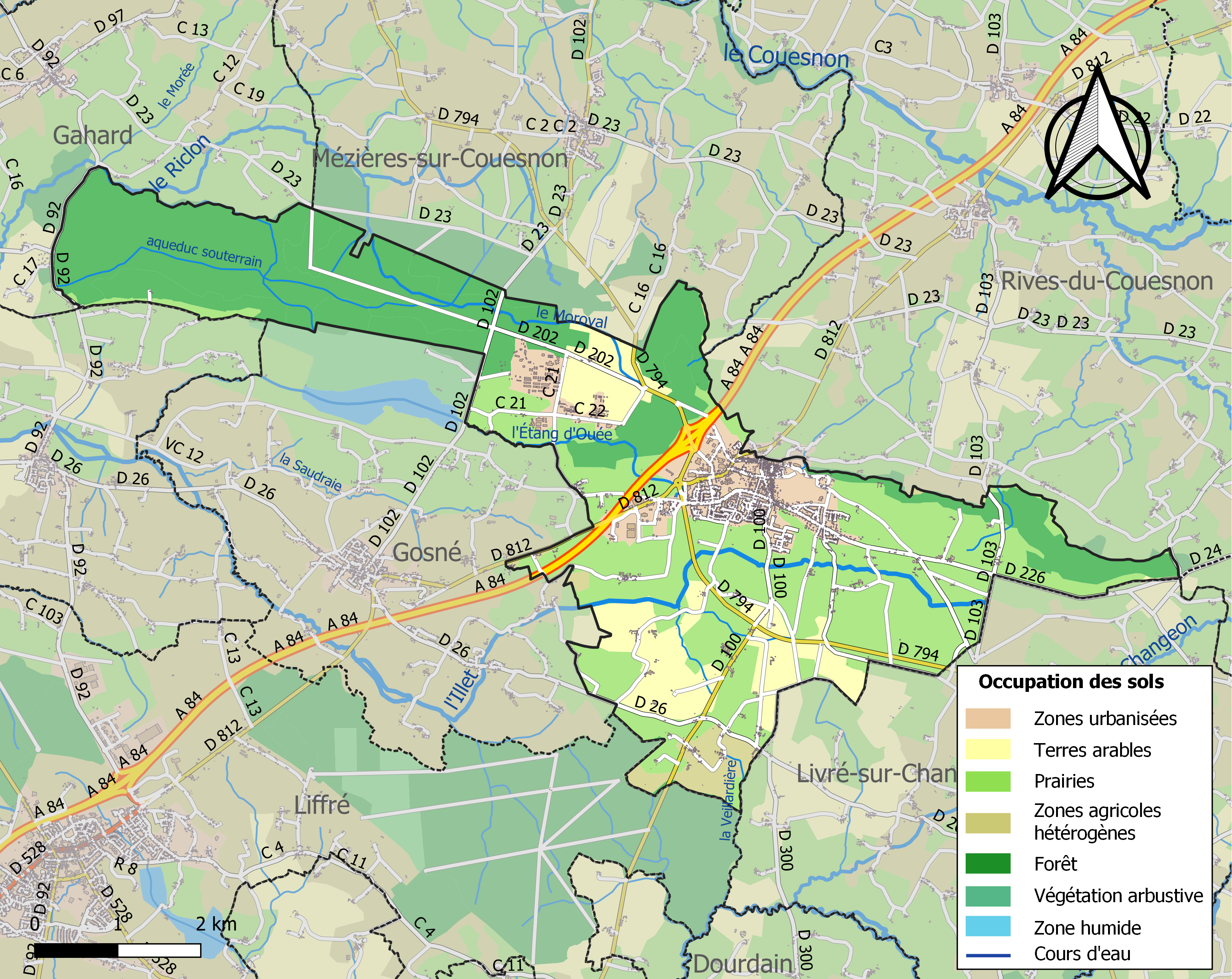
Kaart van de gemeente met belangrijkste infrastructuur, bodemgebruik en omliggende gemeenten

## Demografie
Onderstaande figuur toont het verloop van het inwonertal, bron: INSEE-tellingen). 